# Firocoxib
Firocoxib (INN; biệt dược Equioxx và Previcox) là một loại thuốc chống viêm không steroid thuộc nhóm thuốc ức chế COX-2 (coxib), hiện được chấp thuận sử dụng cho chó và ngựa. Firocoxib là chất ức chế COX-2 đầu tiên được Cục Quản lý Thực phẩm và Dược phẩm Hoa Kỳ phê duyệt cho ngựa. Firocoxib không được dự định hoặc phê duyệt để sử dụng trong y học của con người.